# 江口镇 (洞口县)
江口镇，是中华人民共和国湖南省邵陽市洞口县下辖的一个乡镇级行政单位。

## 行政区划
江口镇下辖以下地区：
雪峰社区、江口村、畔上村、桃田村、花溪村、杨柳村、高山村、青岩村、杨季田村、三牛村、黄花坪村、山胜村、大马排村、泥池村和角立坪村。